# Kai Schwertfeger
Kai Schwertfeger (* 8. September 1988 in Düsseldorf) ist ein ehemaliger deutscher Fußballspieler und aktueller Co-Trainer der U17 von Fortuna Düsseldorf.

## Laufbahn
Schwertfeger begann das Fußballspielen beim Mettmanner SC. 1997 wechselte er zu Fortuna Düsseldorf, wo er im Folgenden die Jugendabteilungen durchlief. 2007 gewann er mit der Auswahl des FVN den Länderpokal. Am 10. Mai 2008 bestritt er dann sein Premierenspiel für die erste Seniorenmannschaft der Fortuna beim 3:0-Heimsieg in der Regionalliga Nord gegen das zweite Team des VfL Wolfsburg, womit die Qualifikation zur neu geschaffenen 3. Liga erreicht wurde. Er wurde dabei in der 67. Minute beim bereits hergestellten Endstand für Robert Palikuća eingewechselt. Fast ein Jahr später folgte sein nächstes Spiel und damit sein Drittligadebüt. Erneut kam er dabei von der Ersatzbank, dieses Mal in der 75. Minute für Clément Halet, beim 1:0-Auswärtserfolg gegen den FC Bayern München II. Zwei Spieltage später stand er erstmals in der Startelf, spielte schließlich die letzten sieben Partien der Saison 2008/09 durch und stieg mit seinem Team in die 2. Bundesliga auf. Dort wurde er jedoch zunächst nicht berücksichtigt und spielte viermal für die Reserve, die mittlerweile in der Regionalliga West antrat.
Sein erster Zweitligaeinsatz war dann für den 11. Spieltag 2009/10 geplant, als Ersatz für die verletzten linken Außenverteidiger Fabian Hergesell und Johannes van den Bergh. Er verletzte sich jedoch ebenfalls beim Aufwärmen und konnte die Partie nicht bestreiten. Sein Debüt folgte dann zehn Spieltage später, am 7. Februar 2010, beim 2:0-Derbyheimsieg gegen den MSV Duisburg. Hierbei vertrat er Christian Weber auf der rechten Abwehrseite. In der Hinrunde der Saison 2010/11 entwickelte sich Kai Schwertfeger zum Stammspieler und verlängerte seinen Vertrag bei der Fortuna bis zum Jahr 2013. Dieser wurde jedoch Anfang Juni 2012 vorzeitig aufgelöst.
Einen Tag später gab der Zweitligaabsteiger Alemannia Aachen die Verpflichtung von Schwertfeger bekannt. Nach finanziellen Schwierigkeiten in Aachen und einem Insolvenzantrag wechselte Schwertfeger, der kurz vor seinem Wechsel noch zum Aachener Kapitän gewählt worden war, mit Wirkung vom 24. Januar 2013 zum Liga-Konkurrenten Karlsruher SC. Beim 2:1-Sieg gegen die Kickers Offenbach am 28. Spieltag gab Schwertfeger sein Debüt für den KSC. Nach eineinhalb Jahren wechselte er zu Hansa Rostock. Im Sommer 2016 schloss sich Schwertfeger dem Wuppertaler SV in der Regionalliga West an.
In der Winterpause gab der Oberligist KFC Uerdingen die sofortige Verpflichtung Schwertfegers bekannt. Mit dem KFC feierte er die Meisterschaft der Oberliga Niederrhein 2016/17 und stieg in die Regionalliga auf. In der folgenden Saison 2017/18 wurde er mit dem KFC Meister der Regionalliga West, der KFC setzte sich in der Relegation gegen den SV Waldhof Mannheim durch und stieg in die 3. Liga auf. Ohne einen weiteren Ligaeinsatz löste Schwertfeger seinen Vertrag mit den Krefeldern in der Winterpause der Saison 2018/19 auf.
Anschließend fand er mit dem Regionalliga-Aufsteiger SV Straelen einen neuen Arbeitgeber. Nach dem direkten Wiederabstieg in die Oberliga wechselte Schwertfeger kurz vor Beginn der Saison 2019/20 zur SSVg Velbert, das erste Halbjahr 2022 war er noch beim TVD Velbert aktiv.

## Erfolge
- 2007: Gewinn des Länderpokals (mit dem FVN)
- 2008: Qualifikation zur 3. Liga (mit Fortuna Düsseldorf)
- 2009: Aufstieg in die 2. Bundesliga (mit Fortuna Düsseldorf)
- 2009: Aufstieg in die Regionalliga West (mit Fortuna Düsseldorf II)
- 2013: Aufstieg in die 2. Bundesliga (mit dem Karlsruher SC)
- 2015: Landespokalsieger Mecklenburg-Vorpommern (mit dem F.C. Hansa Rostock)[11]
- 2017: Aufstieg in die Regionalliga West (mit dem KFC Uerdingen)
- 2018: Meister der Regionalliga West und Aufstieg in die 3. Liga (mit dem KFC Uerdingen)